# 斯特拉特福 (艾奥瓦州)
斯特拉特福德（英語：Stratford）是一個位於美國愛荷華州漢密爾頓縣和韋伯斯特縣的城市。

## 地理
斯特拉特福德的座標為42°16′15″N 93°55′37″W / 42.27083°N 93.92694°W，而該地的平均海拔高度為338米（即1109英尺）。

## 人口
根據2010年美國人口普查的數據，斯特拉特福德的面積為4.95平方千米，當中陸地面積為4.95平方千米，而水域面積為0.00平方千米。當地共有人口743人，而人口密度為每平方千米150人。